# Edem Kodjo

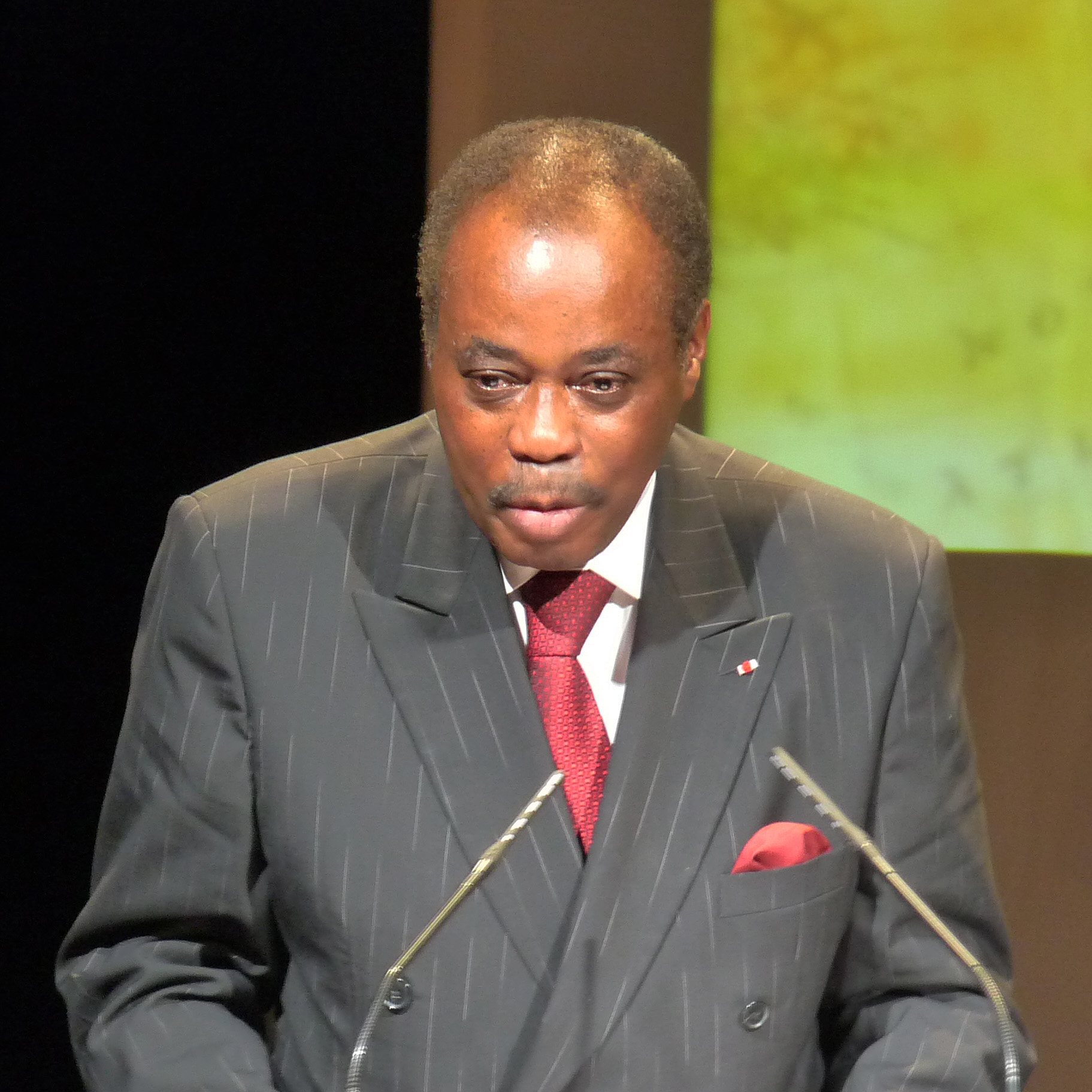
Kodjo in 2011

Édouard ("Edem") Kodjovi Kodjo (Sokodé, 23 mei 1938 – Neuilly-sur-Seine (Frankrijk), 11 april 2020) was een Togolees politicus. Hij was van 1994 tot 1996 en van 2005 tot 2006 minister-president van zijn land. Hij is beter bekend als Edem Kodjo.
Kodjo was de minister van financiën van 1973 tot 1976 en vervolgens minister van buitenlandse zaken tot 1978, waarna hij tot 1983 secretaris-generaal van de Organisatie van Afrikaanse Eenheid was.
In 1994 werd Kodjo voor de eerste maal minister-president onder president Étienne Eyadéma. Twee jaar later trad hij af toen Eyadéma meer macht naar zichzelf toetrok. Na het overlijden van Eyadéma werden in 2005 verkiezingen gehouden waarna president Faure Eyadéma, de zoon van de oud-president Kodjo wederom als minister-president benoemde.
Eden Kodjo overleed in een Frans ziekenhuis, waar hij maandenlang was opgenomen voor een medische behandeling.